# Andrea Vergani
Andrea Vergani (Milaan, 15 juni 1997) is een Italiaans zwemmer die is gespecialiseerd in de vrije slag en de vlinderslag. 

## Biografie
Op de Europese kampioenschappen zwemmen 2018 in Glasgow behaalde Vergani zijn eerste individuele medaille op een groot toernooi dankzij een bronzen medaille op de 50 meter vrije slag, achter Europees kampioen Benjamin Proud en Kristian Golomeev.

## Internationale toernooien
| Jaar | Olympische Spelen | WK langebaan  | WK kortebaan   | EK langebaan                        | EK kortebaan |
| ---- | ----------------- | ------------- | -------------- | ----------------------------------- | --- |
| 2017 |                   | geen deelname |                |                                     | 21e 50m vrije slag · 37e 50m vlinderslag · 4x50m vrije slag · Vergani zwom enkel in de series · 4x50m vrije slag gemengd · Vergani zwom enkel in de series |
| 2018 |                   |               | 11-16 december | 50m vrije slag · 8e 50m vlinderslag | |

## Persoonlijke records
Bijgewerkt tot en met 12 augustus 2018
Kortebaan
| Afstand         | Tijd  | Datum         | Plaats   |
| --------------- | ----- | ------------- | -------- |
| 50m vrije slag  | 21,43 | 9 april 2017  | Riccione |
| 50m vlinderslag | 23,18 | 22 maart 2017 | Riccione |

Langebaan
| Afstand         | Tijd  | Datum           | Plaats  |
| --------------- | ----- | --------------- | ------- |
| 50m vrije slag  | 21,37 | 8 augustus 2018 | Glasgow |
| 50m vlinderslag | 23,37 | 6 augustus 2018 | Glasgow |